# Shetlandi nyelv
A shetlandi nyelv vagy norn nyelv az északi germán nyelvek csoportjába tartozó kihalt nyelv, amit Shetland és Orkney szigetén, illetve az északi skót partvidéken, Caithness régióban beszéltek. A 15. század második feléig Orkney és Shetland a norvég koronához tartozott, végül Skócia visszaszerezte és a helyi nyelvet kiszorította a kelta nyelvek közé tartozó skót gael nyelv. Véglegesen a 18. század végén, a 19. század elején halt ki.
A shetlandi nyelv a régi norvég nyelvből alakult ki egy izoláció hatására, ami Izlandon és Feröeren is végbement. A shetlandi közel állt a ma is élő izlandi és feröeri nyelvekhez.

## Története
Az első norvégiai viking telepesek valószínűleg a 9. században érkeztek Shetland szigetére. A shetlandi toponómiát vizsgálva viszont ezek a telepesek nem nyugati norvég nyelvjárást beszéltek, mint Feröer és Izland első lakói, hanem délnorvég területekről származhattak. A telepesek nemcsak a szigeteken, hanem a skót partok mentén is letelepedtek. Később Shetland is elismerte a norvég király hatalmát.
III. Jakab skót király I. Keresztély dán-norvég közös uralkodó lányával Margitta kötött házasság révén szerezte meg a területeket (1468-69), ezzel indult el a shetlandi nyelv hanyatlása is, jóllehet az Orkney szigeten már 1379-ben kezdte kiszorítani a skót a shetlandit, mivel ott a Sinclair grófok kezébe került a sziget. Párhuzamosan a grönlandi norvég nyelv is kezdett eltűnni, mert az éghajlati változások miatt a hajdani vikingek utódai inkább visszatelepültek Európába.
A shetlandi kihalása mindenesetre nem volt gyors, de a beszélők kétnyelvűségbe kerültek a skóttal. Annyi viszont bizonyos, hogy Shetland és Orkney lakosai még a 16. és a kora 17. században is többnyire beszélték őseik germán nyelvét. A 17. századtól azonban Shetlandon maradt erősebb bázisa a nyelvnek, Orkney szigetén jócskán kiszorult.
A források szerint az északi szigeteken egy dánhoz és norvéghoz hasonlatos északi nyelvet beszélnek, de azok beszélői is jobbára Shetlandon élnek. Egy 1670-ből származó dokumentum szerint csak 3-4 plébánia van Orkney szigetén, ahol egy "durvább" dán nyelvjárást beszélnek, de azt is már csak inkább otthon.
A 18. században a szárazföldi területekről teljesen eltűnt a shetlandi, egy 1701-es jelentés szerint skandináv nyelvet beszél Orkney és Shetland lakosságának kisebb része. Ekkoriban a szigeteken terjedőben van az angol nyelv, ami skótot szorítja ki. Két évvel később úgy jellemzik az itt élőket, hogy Shetlandon általában beszélik az angolt, de sok ember még mindig őrzi az "ősi dán nyelvet."
Egy Orkneyből való ember James Mackenzie 1750-ben azt írja, hogy Orkneyről még nem halt a norn nyelv, de ezt inkább csak idősebbek beszélik.
A 19. század elején még voltak beszámolók arról, hogy a norn nyelvet beszélik néhányan, de a tudományos vélemények úgy tartják, hogy a nyelv teljesen kihalt a 18. század végén. A kisebb szigeteken, mint Foula és Unst fennmaradt izolált formában a shetlandi, de ez többnyire már csak a folklórban, versek, dalok, közmondások formájában maradt fenn, s ezeket 1893-ig megőrizték. Ezeket a maradványokat Jakob Jakobsen feröeri író gyűjtötte. Walter Sutherland, az Unst szigetén levő Skaw településről származó lakos volt a shetlandi utolsó ismerője, 1850-ben hunyt el.
A régi shetlandi nyelvből csak töredékek maradtak fenn, amelyek helységnevekben, növénynevekben, állatok neveiben, az időjárásszakok elnevezéseiben, hangulatnevekben, vagy halászati szókincsben merülnek ki. Néhány tudományos munka elkülöníti egymástól a Caithnessban beszélt norn nyelvet a két szigeten beszélt változattól, mások viszont elvetik ezt a tézist.
A shetlandi nyelv folyamatos térvesztése okán nem tudta megteremteni saját írásbeliségét, ezért a Miatyánk és balladák szövegén kívül nincsen nagyobb írásos dokumentációja. Michael P. Barnes a londoni skandinavisztika professzora foglalkozott eddig a legmélyrehatóbban a shetlandi nyelvvel és 1998-ban közölte tanulmányát.

## Besorolása
A shetlandi vagy más néven norn nyelv a feröeri, izlandi és norvég nyelvekkel együtt a nyugati skandináv nyelvek közé tartozik. A svéd, dán és a kihalóban levő gotlandi nyelv együtt képezik a keleti skandináv csoportot.
A dán, norvég és svéd nyelvi normák tudatos fúzió révén az egymáshoz való közeledést választották, így megnőtt a három nyelv közötti kölcsönös érthetőség. Ezzel szemben a feröeri és izlandi, s nyilván a shetlandi is megőrizték a norvég nyelv archaikus elemeit, az izoláltság révén pedig a különbségek megnőttek, ezért a többi skandináv nyelv beszélői számára nem érthetőek ezek a nyelvek, legfeljebb csak szigetekben előforduló, de már visszaszorulóban levő norvég nyelvjárások számára.
A kutatások szerint a shetlandi nyelv fonológiailag és nyelvtanilag a feröeri nyelvhez áll közel. Elképzelhető, hogy a két nyelv között kölcsönös érthetőség is volt, jóllehet ezt a minimális mennyiségű nyelvemlékek birtokában teljes bizonyossággal nem lehet állítani. Akadnak nyelvészek akik szerint a shetlandi nem egészen vált el a norvégtól, ezért annak inkább nyelvjárása volt.

## Hangtan
A kevés írásos szöveg alapján a shetlandi nyelvet nem lehet hangtanilag rekonstruálni, viszont bizonyos szempontokat lehet extrapolálni. Eddig számos közös hangtani vonást mutattak ki a délnorvég nyelvjárásokkal, sőt a mostani orkney-i és shetlandi nyelvjárásokban néhány germán hangelem fennmaradt.

## Nyelvi példa
A Miatyánk szövege két norn dialektusban, továbbá újnorvég, ónorvég, izlandi és feröeri nyelven.
- Orkeny-i dialektus

Favor i ir i chimrie, / Helleur ir i nam thite,
gilla cosdum thite cumma, / veya thine mota vara gort
o yurn sinna gort i chimrie, / ga vus da on da dalight brow vora
Firgive vus sinna vora / sin vee Firgive sindara mutha vus,
lyv vus ye i tumtation, / min delivera vus fro olt ilt.
Amen.
- Shetlandi dialektus

Fyvor or er i Chimeri. / Halaght vara nam dit.
La Konungdum din cumma. / La vill din vera guerde
i vrildin sindaeri chimeri. / Gav vus dagh u dagloght brau.
Forgive sindorwara / sin vi forgiva gem ao sinda gainst wus.
Lia wus ikè o vera tempa, / but delivra wus fro adlu idlu.
[For do i ir Kongungdum, u puri, u glori.] Amen.
- Ónyugati norvég nyelvjárás

Faþer vár es ert í himenríki, / verði nafn þitt hæilagt
Til kome ríke þitt, / værði vili þin
sva a iarðu sem í himnum. / Gef oss í dag brauð vort dagligt
Ok fyr gefþu oss synþer órar, / sem vér fyr gefom þeim er viþ oss hafa misgert
Leiðd oss eigi í freistni, / heldr leys þv oss frá ollu illu.
Amen.
- Feröeri

Faðir vár, tú sum ert í himlinum. / Heilagt verði navnið títt.
Komi ríkið títt. / Verði vilji tín,
so sum á himli, so á jørð. / Gev okkum í dag okkara dagliga breyð.
Fyrigev okkum syndir okkara, / so sum vit eisini fyrigeva teimum, ið móti okkum synda.
Leið okkum ikki í freistingar, / men frels okkum frá tí illa.
[Tí at títt er ríkið, valdið og heiðurin um aldur og allar ævir.] Amen.
- Izlandi

Faðir vor, þú sem ert á himnum. / Helgist þitt nafn,
til komi þitt ríki, / verði þinn vilji,
svo á jörðu sem á himni. / Gef oss í dag vort daglegt brauð.
Fyrirgef oss vorar skuldir, / svo sem vér og fyrirgefum vorum skuldunautum.
Og eigi leið þú oss í freistni, / heldur frelsa oss frá illu.
[Því að þitt er ríkið, mátturinn og dýrðin að eilífu.] Amen.
- Mai köznorvég

Fader vår, du som er i himmelen! / Lat namnet ditt helgast.
Lat riket ditt koma. / Lat viljen din råda
på jorda så som i himmelen. / Gjev oss i dag vårt daglege brød.
Forlat vår skuld, / som vi òg forlèt våre skuldmenn.
Før oss ikkje ut i freisting, / men frels oss frå det vonde.
[For riket er ditt, og makta og æra i all æve.] Amen.
Jakobsen maga is talált Unst szigetén egy találós kérdést, amely ismert volt Izlandon, Feröeren és Angliában is.